# 莱西萨尔
莱西萨尔（法語：Les Issards，法語發音：[le.z‿isaʁ]）是法国阿列日省的一个市镇，属于帕米耶区。

## 地理
莱西萨尔（43°4'42"N, 1°44'8"E）面积3.81 平方千米，位于法国奧克西塔尼大區阿列日省，该省份为法国西南部内陆省份，西部和北部与上加龙省接壤，东临奥德省，东南至东比利牛斯省接壤，南与安道尔和西班牙接壤。
与莱西萨尔接壤的市镇（或旧市镇、城区）包括：阿尔维尼亚、莱皮若勒、里约克罗斯。

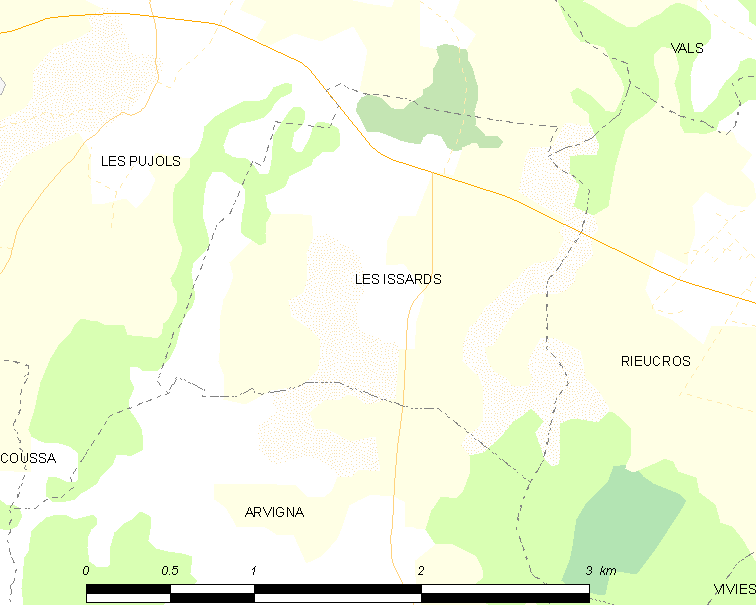
莱西萨尔的OSM定位图

莱西萨尔的时区为UTC+01:00、UTC+02:00（夏令时）。

## 行政
莱西萨尔的邮政编码为09100，INSEE市镇编码为09145。

## 政治
莱西萨尔所属的省级选区为帕米耶第二县。

## 人口

1962-2008年间莱西萨尔人口变化图示

莱西萨尔于2022年1月1日时的人口数量为253人。